# Yalla ya Nasrallah
 (septembre 2024).
La mise en forme du texte ne suit pas les recommandations de Wikipédia : il faut le « wikifier ».
Les points d'amélioration suivants sont les cas les plus fréquents. Le détail des points à revoir est peut-être précisé sur la page de discussion.
- Les titres sont pré-formatés par le logiciel. Ils ne sont ni en capitales, ni en gras.
- Le texte ne doit pas être écrit en capitales (les noms de famille non plus), ni en gras, ni en italique, ni en « petit »…
- Le gras n'est utilisé que pour surligner le titre de l'article dans l'introduction, une seule fois.
- L'italique est rarement utilisé : mots en langue étrangère, titres d'œuvres, noms de bateaux, etc.
- Les citations ne sont pas en italique mais en corps de texte normal. Elles sont entourées par des guillemets français : « et ».
- Les listes à puces sont à éviter, des paragraphes rédigés étant largement préférés. Les tableaux sont à réserver à la présentation de données structurées (résultats, etc.).
- Les appels de note de bas de page (petits chiffres en exposant, introduits par l'outil «  Source ») sont à placer entre la fin de phrase et le point final[comme ça].
- Les liens internes (vers d'autres articles de Wikipédia) sont à choisir avec parcimonie. Créez des liens vers des articles approfondissant le sujet. Les termes génériques sans rapport avec le sujet sont à éviter, ainsi que les répétitions de liens vers un même terme.
- Les liens externes sont à placer uniquement dans une section « Liens externes », à la fin de l'article. Ces liens sont à choisir avec parcimonie suivant les règles définies. Si un lien sert de source à l'article, son insertion dans le texte est à faire par les notes de bas de page.
- La présentation des références doit suivre les conventions bibliographiques. Il est recommandé d'utiliser les modèles {{Ouvrage}}, {{Chapitre}}, {{Article}}, {{Lien web}} et/ou {{Bibliographie}}. Le mode d'édition visuel peut mettre en forme automatiquement les références.
- Insérer une infobox (cadre d'informations à droite) n'est pas obligatoire pour parachever la mise en page.

Pour une aide détaillée, merci de consulter Aide:Wikification.
Si vous pensez que ces points ont été résolus, vous pouvez retirer ce bandeau et améliorer la mise en forme d'un autre article.
 (octobre 2024).
« Yalla ya Nasrallah » (en hébreu : יאללה יא נסראללה) est une chanson satirique israélienne qui a gagné en popularité pendant la guerre du Liban de 2006. Écrite par Nadav Frishman (he) et Assaf Frishman, dans laquelle il se moque avec humour du chef du Hezbollah, Hassan Nasrallah, avec des paroles légères et défiant. La chanson est devenue virale dans les médias israéliens, symbolisant la résilience israélienne pendant le conflit,,.
Le refrain de la chanson, « Yalla ya Nasrallah », se traduit par « Allez, oh Nasrallah » et est répété plusieurs fois dans la chanson. Les paroles se moquent de Nasrallah et du Hezbollah et décrivant comme inefficace dans la face de la résilience israélienne,.
En 2024, après que les rapports de l'assassinat d'Hassan Nasrallah ont apparu la chanson avait suscité un regain d'attention et est redevenue dans la culture israélienne,.

## Paroles de la chanson (traduction française)
Tu ressembles à un hippopotame

tu as un cerveau d'oiseau

tu peux aussi bien rester dans ton trou

parce que bientôt tu vas mourir

Tu es tout simplement un imbécile

avec une mégalomanie sévère

tu es le diable, ou pour faire court

tu es la racaille de l'humanité

Même si tu nous lances des fusées

ou menaces la Galilée

avec vos amis de Syrie et d'Iran

même si tu lances plus des Katyushas

sache qu'il n'y a pas de désespoir ici

ensemble nous surmonterons les ennuis (i)

Allez oh Nasrallah

on va te frapper inshallah

nous te renverrons à Allah

avec tout de hezbollah (ahh)

Allez oh Nasrallah

va-t-en, espèce d'ordure

il a déjà été condamné d'en haut

que c'est ta fin (ahh)

Tu es pathétique, tu es petit

et tu ressembles à un orang-outan

tu as des poux sur ta barbe

et bientôt tu t'envoleras d'ici

Tu es une blatte morte, tu es une mouffette

tu es à bout de souffle

l'armée israélienne vous demande

pour te brûler dans le feu

Même si tu lances sur nous des tilim[Quoi ?]…

Allez, oh Nasrallah…

Alors, écoute bien, espèce de pathétique hezballonchik

et sois prêt car bientôt toute l'IDF

avec les Apaches, les F16, les cuirassés,

les missiles et les chars, le commando,

les parachutistes, Golani, Giv'ati,

chacun d'entre eux vient te rendre visite !

alors prends quelques respirations profondes

et profitez-en…

parce qu'ils sont tes derniers

chien

Allez, oh Nasrallah…
Source : https://www.hebrewsongs.com/?song=yallayanasralla